# Balgarska Levitcata
Bulgaars Links (Bulgaars: Българската левица, Balgarska Levitcata) is een socialistische politieke partij in Bulgarije. De partij is opgericht door enkele leden van de Bulgaarse Socialistische Partij.